# Liste der Wappen in der Toskana
Die Liste der Wappen in der Toskana zeigt die Wappen der Provinzen der Region Toskana der Italienischen Republik. In dieser Liste sind die Wappen jeweils mit einem Link auf den Artikel über die Provinz und mit einem Link auf die Liste der Wappen der Orte in dieser Provinz angezeigt.

## Wappen der Toskana

Wappen der Toskana
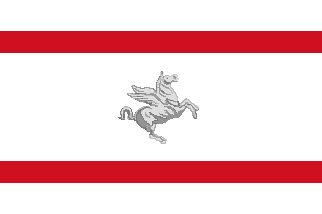
Flagge der Toskana
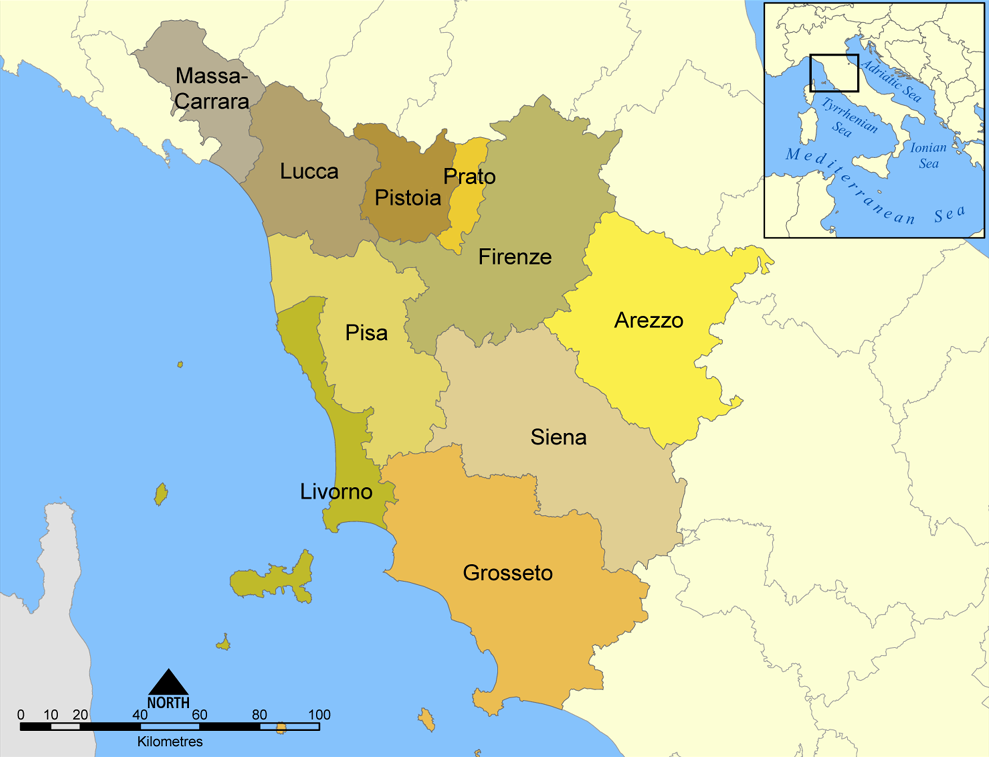
Karte der Toskana

## Wappen der Provinzen der Region Toskana

Provinz Arezzo (Wappen der Orte)
Metropolitanstadt Florenz (Wappen der Orte)
Provinz Grosseto (Wappen der Orte)
Provinz Livorno (Wappen der Orte)
Provinz Lucca (Wappen der Orte)
Provinz Massa-Carrara (Wappen der Orte)
Provinz Pisa (Wappen der Orte)
Provinz Pistoia (Wappen der Orte)
Provinz Prato (Wappen der Orte)
Provinz Siena (Wappen der Orte)